# 기도난조인마에역
기도난조인마에역(일본어: 城戸南蔵院前駅)은 일본 후쿠오카현 가스야군 사사구리정에 위치한 규슈 여객철도 사사구리 선(후쿠호쿠유타카 선)의 철도역이다. 상대식 승강장 2면 2선의 구조를 갖춘 지상역이다.

## 역 주변
- 국도 제201호선

## 역사
- 1968년 5월 25일 : 기도역으로서 일본국유철도가 개설.
- 1987년 4월 1일 : 일본국유철도 분할 민영화에 의해, 규슈 여객철도가 승계.
- 2003년 3월 15일 : 기도난조인마에역으로 역명 개칭.
- 2009년 3월 1일 : IC카드 SUGOCA 사용 개시.

## 인접 역
| 사사구리 선              | 사사구리 선 | 사사구리 선              |
| ------------------------ | ----------- | ------------------------ |
| 지쿠젠다이부 노가타 방면 | ■ 쾌속      | 사사구리 하카타 방면     |
| 지쿠젠다이부 오리오 방면 | ■ 보통      | 지쿠젠야마테 하카타 방면 |